# Deuli
Deuli è una suddivisione dell'India, classificata come census town, di 8.165 abitanti, situata nel distretto di Midnapore Ovest, nello stato federato del Bengala Occidentale. In base al numero di abitanti la città rientra nella classe V (da 5.000 a 9.999 persone).

## Geografia fisica
La città è situata a 22° 12' 21 N e 87° 47' 50 E.

## Società

### Evoluzione demografica
Al censimento del 2001 la popolazione di Deuli assommava a 8.165 persone, delle quali 4.268 maschi e 3.897 femmine. I bambini di età inferiore o uguale ai sei anni assommavano a 923, dei quali 464 maschi e 459 femmine. Infine, coloro che erano in grado di saper almeno leggere e scrivere erano 5.674, dei quali 3.276 maschi e 2.398 femmine.